# Organização do Conhecimento na Sociedade
"Organização do Conhecimento na Sociedade" é um livro de Francisco das Chagas de Souza, Doutor em educação e Mestre em Biblioteconomia. Publicado em 1998, pela UFSC - Centro de Ciências da Educação (NUP - Núcleo de Publicações), dividido em Apresentação, seis capítulos, anexo e bibliografia, em que o autor faz ligações entre os esquemas de organização pessoais e profissionais, tentando mostrar ao leitor como a organização é uma coisa intrínseca ao ser humano.
Desenvolvido em seus demais capítulos, Chagas também tenta mostrar os "níveis" de organização, como cada indivíduo desenvolve dos mais simples e pessoais, até os mais sistemáticos e "bem desenvolvidos", e como cada sistema pode vir a otimizar o tempo ou até mesmo 'ser desperdício' do mesmo.